# Velký a Malý Kamýk
Velký a Malý Kamýk este o arie protejată (arie specială de conservare — SAC, sit de importanță comunitară — SCI) din Republica Cehă întinsă pe o suprafață de 447,42 ha, integral pe uscat.

## Localizare
Centrul sitului Velký a Malý Kamýk este situat la coordonatele 49°13′43″N 14°17′44″E / 49.228611°N 14.295556°E.

## Înființare
Situl Velký a Malý Kamýk a fost declarat sit de importanță comunitară în noiembrie 2009 pentru a proteja un număr necunoscut de specii din flora spontană și fauna sălbatică aflate în arealul zonei. Situl a fost protejat și ca arie specială de conservare în mai 2016.

## Biodiversitate
Situată în ecoregiunea continentală, aria protejată conține 1 habitat natural: Păduri de fag Luzulo-Fagetum.
La baza desemnării sitului se află un număr nedeclarat de specii protejate.